# Teluk Noilmina
Teluk Noilmina är en vik i Indonesien. Den ligger i den sydöstra delen av landet, 2 000 km öster om huvudstaden Jakarta.